# Павшинская Пойма
Па́вшинская по́йма — микрорайон города Красногорска, построенный в одноимённой речной пойме на границе с Москвой. С северо-востока, востока и юга территория ограничена рекой Москвой, с запада и северо-запада Волоколамским шоссе.

## Описание
«Павшинская пойма» — микрорайон города Красногорска. Основным девелопером микрорайона является компания ООО «РФСК». Основным застройщиком выступала компания СУ-155. Площадь застройки составляет 2,460,000 квадратных метров.
В строительстве также принимали участие и другие крупные московские застройщики, в частности ДСК-1, «Интеко» и группа компаний «ПИК», застроившие участок преимущественно высотными панельными домами типовых серий. Также в микрорайоне строятся несколько монолитных жилых зданий, а на территории, примыкающей к реке — жилой комплекс «Красногорье DeLux», включающий малоэтажные дома и таунхаусы.
В строящемся микрорайоне проживают около 80 000 жителей
Сама Павшинская пойма состоит из 4-х кварталов. Датой основания принято считать – 2004 г. В черту города Красногорска микрорайон был включён – 2006-2007 гг. Общая площадь – 1,376 кв. км.

### Кварталы
Квартал № 1

##### Расположение
Непосредственно примыкает к Волоколамскому шоссе, ограничен с другой стороны главной транспортной артерией микрорайона — Подмосковным бульваром и простирается на всю длину Павшинской поймы от микрорайона «Спасский мост» практически до горнолыжного курорта «Снежком», являясь наиболее крупным из кварталов Павшинской поймы. Большинство домов заселено в 2007 году. Состоит преимущественно из домов серии И-155 (старого типа), ИП-46, 3-х домов серии П-3М, 2-х П-44Т, 2-х монолитных дома по индивидуальным проектам с подземными гаражами (Подмосковный бульвар, 9 и 13) и 4-х монолитно-кирпичных домов.

##### Особенности квартала
Параллельно Волоколамскому шоссе строится паркинг на 7000 автомобилей. Сроки возведения данного паркинга неизвестны, он превратился в долгострой. В квартале действует 3 школы, а также 5 детских садов.

##### Транспортная доступность
Пешая доступность из самой дальней точки района до метро Мякинино составляет 25 минут.
Построена железнодорожная станция между имеющимися Трикотажной и Павшино, а также построен обустроенный переход через ж/д пути в сторону метро «Волоколамская» (а также Митинского парка).

##### Экология
Для ближайших домов к Волоколамскому шоссе норма загрязняющих выбросов на уровне допустимых, планомерно снижаясь до 0,5 раза к Подмосковному бульвару. В микрорайоне «Прибрежный» концентрация загрязняющих веществ в несколько раз ниже нормы. Дополнительно жители домов вдоль Волоколамского шоссе жалуются на шум как от Волоколамского шоссе, так и от ж/д путей, меняют окна на усиленные в связи со строительством развязки.
Квартал № 2
Ограничен Подмосковным бульваром с одной стороны и домами на набережной вдоль Москвы-реки из 4-го микрорайона с другой. Часть квартала, в непосредственной близости от моста, является наиболее новой из заселённых домов Павшинской поймы (сдана в 2014 году). Состоит из домов серий И-155, улучшенной серии И-155Н, 1 дома ИП-46, а также 2-х домов П-44Т. В районе работает школа, функционирует 3 детских сада, имеется единственная в районе поликлиника.
Построен в 2 очереди. Первая очередь сдана в 2008—2010 годах. Часть домов сдана в кризис, что отразилось на качестве постройки некоторых домов, особенно корпусов 11, 12 и 15, где, например, отсутствует вентиляционное оборудование. Последние дома № 7, 9, 13, 14 имели задержку с вводом в эксплуатацию более полугода в связи с требованиями органов местного самоуправления о дострое социальной инфраструктуры района, а также исправления дефектов уже имеющейся. Одновременно с этим было устранено значительное количество строительного брака в самих домах.
В новой же части квартала находится огромная поликлиника (взрослая и детская на 5000 посещений в смену). Также здесь находится 3 детских сада с бассейнами, а также школа. Крупные продуктовые магазины находятся повсеместно в квартале, на Подмосковном и Павшинском бульварах, а также множество на первых этажах жилых домов. Ближайший гаражный комплекс находится в микрорайоне «Прибрежный» с одной стороны и паркинга «Снежком» с другой. Планируется строительство большого гаражного комплекса рядом с мостом к метро Мякинино. Новая часть микрорайона "Прибрежный" считается наиболее перспективной, престижной и дорогой и качественной из всех частей ПП.

#### Транспортная доступность
Наземный транспорт ходит по всей длине Подмосковного бульвара (4 остановки). Новая часть квартала наиболее близко расположена к мосту в сторону станции метро «Мякинино».
Норма загрязняющих выбросов достигает предельно допустимой в районе Подмосковного бульвара, планомерно снижаясь до уровня 0,5 ближе к Москва-реке.
В настоящее время микрорайон является одним из самых крупных и наиболее быстро-развивающихся территорий Московской области. Только на 2014 год по словам главы области намечено открытие трёх детских садов, а также школы, музыкальной школы и поликлиники. В настоящее время здесь уже работает две школы, в общей сложности на 1800 мест, и 3 детских сада, в общей сложности на 460 мест. В непосредственной близости от пешеходного моста планируется возведение спортивной школы с олимпийским бассейном (сроки неизвестны)
По сведениям московских СМИ, в 2007 году были сданы госкомиссии и отданы под заселение первые 16 жилых домов, построена школа. Вместе с тем, вселившиеся жильцы жили месяцами без горячего водоснабжения, электричество было подключено по временной схеме и часто отключалось, внутренние проезды микрорайона не освещались в тёмное время суток. На сегодняшний день из четырёх кварталов полностью заселено 2. Электричество подведено по постоянной схеме, основные трассы переданы на баланс города, установлены светофоры. Активное строительство ведётся только в 4-м микрорайоне (монтаж всех домов завершён, идёт внутренняя отделка и облицовка фасадов в монолитных домах и домах на набережной).
В 2008 году на пустыре, непосредственно примыкающем к «Павшинской пойме», началось строительство ещё одного микрорайона — «Спасский мост». На территории 18,4 га проектируются и строятся высотные дома с подземным паркингом, офисами, детским садом и школой, которую начали строить в 2016 году. В «Спасский мост» переселяют часть жителей из ветхого и аварийного жилья по программе переселения Московской области. По данным СМИ на март 2009 года, сроки сдачи домов третьей очереди микрорайона перенесены на 2010 год. Правительство Москвы планирует приобретать жильё для столичных очередников в «Павшинской пойме».[обновить данные]
На сегодняшний день (2021 год) в микрорайоне не хватает парковочных мест и автостоянок. Проблему должны были бы решить многоярусные парковки, возводимые компанией СУ-155 (банкрот) однако СУ-155 была признана банкротом и парковки так и не были построены. В августе 2013 года на совещании красногорской администрации принято решение о предоставлении жителям парковочных мест на территории комплекса Снеж.ком за счёт средств застройщика СУ-155 в счёт несвоевременного ввода в эксплуатацию данных парковок. Помимо многоярусных парковок в квартале 1 в феврале 2014 согласован большой 6-ти этажный паркинг в микрорайоне «Прибрежный», а также большой подземный паркинг в непосредственной близости от моста. Оба паркинга будет возводить ДСК-1. Сроки и вместимость обоих паркингов на сегодняшний день не уточняются. В сентябре 2014 года пятиэтажный паркинг при въезде в район от ДСК-1 полностью готов.
В 2014 году наиболее проблемными стали дома на набережной в 4 микрорайоне, корпуса 37, 38, 39 и 40. Срок их строительства уже превышает 8 лет и срок сдачи планировался в конце 2015 — середине 2016 года. Однако, все работы и далее шли со значительным отставанием от графика несмотря на многочисленные обращения дольщиков в различные инстанции, а также одиночные и массовые акции протеста. Все эти дома сданы и введены в эксплуатацию в 2015 году.
24 ноября 2014 года введён в эксплуатацию пешеходный Павшинский мост через Москву-реку, соединяющий крупнейший микрорайон (Павшинская пойма) с метро Мякинино.

## Горнолыжный комплекс
Помимо жилого массива в микрорайоне построен первый в России и самый крупный в Европе крытый круглогодичный горнолыжный комплекс «Снеж.ком», открывшийся в марте 2008 года. По сведениям Интерфакса, комплекс рассчитан на одновременное обслуживание 600 человек. По данным ТАСС, летом его посещают от 800 до 1200 человек ежедневно.
.
Снежный склон длиной 400 и шириной 60 м занимает площадь в 24 000 м2, перепад высот на нём достигает 65 м.. Снег в комплексе будет всегда, вне зависимости от погодных условий и времени года. В комплексе проходят показы модельеров одежды и состязания сноубордистов.
В марте 2023 года начали разбирать крышу и внутреннее обустройство. Снос «Снеж.кома» продолжается уже более 2х лет. На его месте построят новые жилые дома.

## Транспортная инфраструктура
Жители жалуются на необдуманную планировку микрорайона, отмечая нехватку свободного пространства для личного автотранспорта — на один высотный дом приходится не более 20 стояночных мест. Микрорайон возведён в соответствии с утверждённым проектом, который был запроектирован с учётом действующих СНиП, принятых в 1976 году, в которых заложено что на 4 семьи приходится 1 автомашина. Однако в 2004 году в среднем один автомобиль приходился на каждую семью жителей Красногорска. Кроме этого не были построены запланированные СУ-155 парковки по причине банкротства зайстройщика.
Внутренняя дорожная сеть микрорайона частично принята на баланс Красногорска лишь в 2013 году. Часть дорог внутри дворов никем не обслуживается. Основные магистрали Павшинской поймы — бульвары Подмосковный (полностью), Павшинский и Красногорский, оборудованы дорожной разметкой и светофорами.

### Автобусные маршруты
| №    | Конечный пункт 1  | Пересадки            | Конечный пункт 2     |
| ---- | ----------------- | -------------------- | -------------------- |
| 59   | Ильинский бульвар | Пенягино             | стадион «Зоркий»     |
| 856  | Ильинский бульвар | Трикотажная          | Тушинская (северная) |
| 1095 | Ильинский бульвар | Волоколамская Митино | улица Рословка       |

### Автобусные коммерческие маршруты
| №                     | Конечный пункт 1   | Пересадки        | Конечный пункт 2     |
| --------------------- | ------------------ | ---------------- | -------------------- |
| 1233к                 | Павшинский бульвар | Трикотажная      | Тушинская (северная) |
| Ашан-павшинская пойма | Ильинский бульвар  | Ашан-красногорск |                      |

### Автомобильная развязка на Волоколамском шоссе
При движении по Волоколамскому шоссе со стороны Москвы для въезда в район с 2011 года действует транспортная развязка с пересечением потоков в двух уровнях. Данная эстакада позволяет добраться к/от метро Тушинская за 10 минут. Выезд из микрорайона в сторону области по-прежнему затруднён, выехать можно следующим способом: съехать с дублёра на Волоколамское шоссе, доехать практически до МКАД и развернуться. Схемой развития дорожного движения в Красногорске запланировано строительство дополнительных развязок, а также пешеходных переходов через Волоколамское шоссе на данном участке движения.
В августе-сентябре 2012 года, до постройки пешеходного моста, действовал перевоз от метро в район через Москву-Реку на теплоходе М, линия обслуживалась Столичной Судоходной Компанией.